# Konfrontacja (film 1976)
Konfrontacja (tyt. oryg. Përballimi) – albański film fabularny z roku 1976 w reżyserii Viktora Gjiki, na motywach powieści Teodora Laço pod tym samym tytułem.

## Opis fabuły
Po zakończeniu wojny młodzi ludzie, który brali udział w ruchu oporu, pracują przy budowie wodociągów. Miejscowy sekretarz partii Martin Kreka wyjeżdża na wieś, w celu przechwycenia zboża, które miejscowa ludność sprzedaje na czarnym rynku. Zaczyna się walka o zapewnienie dostaw zboża dla miasta.
Film realizowano w Korczy.

## Obsada
- Bujar Lako jako Martin Kreka, sekretarz partii
- Sandër Prosi jako Miti Vozari
- Perika Gjezi jako Agron Shullaku
- Pandi Raidhi jako Pllaton Bubuqi
- Kadri Roshi jako Nazif
- Jani Riza jako Xhezo
- Thimi Filipi jako Nezir
- Antoneta Papapavli jako Klea
- Stavri Shkurti jako Tare
- Vangjel Grabocka jako Dine Çobani
- Petrika Riza jako Koço Sharko
- Koço Qëndro jako Shefedin
- Agim Qirjaqi jako Hareto, wicedyrektor fabryki
- Sotiraq Bratko jako robotnik w fabryce
- Refik Xhinaku jako Refat
- Zhani Ziçishti jako Kopi
- Dhimitra Plasari jako Besimja
- Sami Qyteti jako Dulja
- Dhimitër Trajçe jako kelner
- Vani Trako
- Xhafer Xhafa